# Opsiphanes philon
Opsiphanes philon är en fjärilsart som beskrevs av Hans Fruhstorfer 1907. Opsiphanes philon ingår i släktet Opsiphanes och familjen praktfjärilar. Inga underarter finns listade i Catalogue of Life.